# 曾化龍
曾化龙（1588年—1650年），字大云，號霖寰，福建泉州府晉江縣人，明朝政治人物，同進士出身。

## 生平
万历四十六年（1618年）戊午科福建鄉試第八名舉人，四十七年（1619年）联捷己未科進士，授临川县知縣，以治行第一，江西巡按御史谢文锦疏荐，以不谒见权阉，天啓五年（1625年）外补宁国府同知，六年升南京户部员外郎，本年升郎中。七年調南兵部武选司，崇祯二年丁憂歸。四年起补兵部车驾司郎中，五年升廣東督学佥事。七年升廣東參議、摄海道，平定刘香之乱，以功移广西参议、擢江南副使，寻升其江西按察使，有“曾铁面”之称。丁外艰归，之後起复擔任佥都御史，登莱巡抚，著有《作求堂集》。

## 家族
曾祖曾一囗，嘉靖舉人。祖父曾魁，庠生。父曾仕际，封奉政大夫、兵部武库司郎中。
孫曾炳，字韜人，號旭園，康熙十九年庚申补科解元，壬戌科进士，考选庶吉士，甲子散馆，候补主事。